# Kamienica przy ulicy Zacisze 16 w Krakowie
Kamienica przy ulicy Zacisze 16 – zabytkowa kamienica znajdująca się w Krakowie, w dzielnicy I Stare Miasto przy ul. Zacisze, na Kleparzu.
Kamienica została wzniesiona w latach 1908–1910. Zaprojektowana została przez Jana Orłowskiego. W 1933 roku budynek został nadbudowany o trzecie piętro zgodnie z projektem Emila Allweila.
Kamienica znajduje się na obszarze Kleparza, którego układ urbanistyczny został wpisany 25 stycznia 1984 do rejestru zabytków. Budynek znajduje się także w gminnej ewidencji zabytków.